# Malika Jahan
Malika Jahan, v překladu královna světa, byla džasalmerská princezna a manželka mughalského císaře Džáhángíra. 

## Rodina
Malika Jahan, jejíž původní jméno není známo, se narodila jako džasalmerská princezna. Byla dcerou Rawala Bhim Singha, vládce Džasalmeru a současníka císaře Akbara Velikého, v jehož službách pracoval. Byl vysoce postavený a měl značný vliv. Byla vnučkou Rawala Harraje. Měla tři strýce z otcovy strany, kteří nesli tituly Kaylan Mal, Bhakar a sultán. Její teta se provdala za císaře Akbara Velikého v roce 1570 a byla matkou princezny Mahi Begum. 
Její otec Rawal Bhim nastoupil na trůn v roce 1578 ve věku 16 let. Po jeho smrti v roce 1616 byl jediný nástupce dvouměsíční syn Natu Singh, který byl zabit Bhatisem. Její mladší bratr Kalyan Mal pak nastoupil na trůn jako Rawal.

## Sňatek
Džáhángír se s ní oženil v době, kdy byl ještě princem a dal jí jméno Malika Jahan, což v překladu z perštiny znamená královna světa. Džáhángír ji zmiňoval ve svých memoárech, kde popisoval, že díky sňatku s ní mohl uzavřít náboženský mír v Mughalské říši.